# Misstress Barbara
Misstress Barbara   (Catània, 3 de desembre de 1975) és una productora musical i discjòquei de tecno canadenca d'origen italià. Es va traslladar a Montreal als vuit anys i ha residit a la ciutat des de llavors. Ha punxat arreu del món i té una extensa discografia com a productora.

## Trajectòria
Després de tocar la bateria en grups des dels dotze anys, va començar a fer de DJ el 1996 i va fundar el segell discogràfic Relentless el 1999. El 2001 va publicar l'àlbum de remescles Relentless Beats Vol. 1 (Moonshine Records), amb un segon volum l'any següent, juntament amb dos àlbums de remescles per a Trust the DJ. El 2003, per evitar problemes legals amb Relentless Records, una empresa anglesa amb el mateix nom, va fundar Iturnem. Entre els primers èxits hi ha la seva cançó «Never Could Have Your Heart» per al videojoc de curses de màquina recreativa Midnight Club II de Rockstar Games. El 2006, va publicar l'àlbum de mescles Come with Me....
El 2009 va publicar el seu primer àlbum com a cantant, I'm No Human, que va ser nominat al premi Juno 2010 al Millor enregistrament de dance de l'any, i que incloïa el senzill «I'm Running», amb el també músic de Montreal Sam Roberts. L'àlbum també inclou col·laboracions amb Brazilian Girls i Bjorn Yttling de Peter Bjorn and John. Per a interpretar les cançons de l'àlbum va crear un grup inspirat en la seva experiència amb la música electrònica amb instruments en directe. L'espectacle va debutar al Festival Internacional de Jazz de Montreal del 2009, amb totes les entrades exhaurides al Club Soda. El juliol de 2010 Misstress Barbara va actuar per segon any consecutiu al Festival Internacional de Jazz de Montreal.
L'abril de 2012 va publicar el seu segon àlbum, Many Shades of Grey amb la cançó «The Right Time» com a primer senzill. L'espectacle en directe de Many Shades of Grey va ser nominat al millor espectacle a l'ADISQ del Quebec. El juliol de 2012, va cantar el seu senzill «The Right Time» a Parliament Hill durant les celebracions del Dia del Canadà.

## Discografia

### Àlbums
- I’m No Human – Maple Music / Iturnem, 2009
- Many Shades of Grey – Maple Music / Iturnem, 2012